# Un anno
Un anno (sottotitolato Raccolta di scritti per la rivista "I Siciliani") è una raccolta di articoli e inchieste scritti da Giuseppe Fava per la rivista I Siciliani. Curato dai figli Elena e Claudio, è stato pubblicato nel 2004, in occasione del ventesimo anniversario dal suo assassinio per mano di Cosa nostra.
Originariamente, il libro era già stato progettato dal giornalista di Palazzolo Acreide, ma non fu pubblicato a causa dall'omicidio. Egli stesso aveva deciso l'ordine in cui sarebbero stati pubblicati sia le denunce contro la mafia che gli articoli più leggeri su costume, sport, cinema, letteratura e teatro. L'ultimo capitolo è stato scritto dai suoi collaboratori di fiducia, il figlio Claudio, Miki Gambino, Riccardo Orioles e Antonio Roccuzzo, che cercano di inserire il delitto all'interno della storia di Catania nei primi anni ottanta, dalla strage di via Carini al 1985.